# Linying
Linying  (en chino, 临颍; pinyin, Lín·Yǐng) es un condado  bajo la administración directa de la Prefectura Luohe en la Provincia de Henan, República Popular China.  Su área es de 802 km² y su población total para 2020 superó los 590 mil habitantes. 

## Administración
Desde octubre de 2022, el  Condado Linying  se divide en 16 pueblos que se administran en 2 subdistritos,  10 poblados y 4 villas.

## Toponimia
El topónimo Linying se compone de los sinogramas Lin (junto) y Yin (nombre propio). En el 201 aC durante la dinastía Han Occidental se estableció Linying como condado.  Según Breve historia de la geografía (读史方舆纪要), su nombre proviene de su ubicación junto al río Ying.